# Jaroslav Sirotek

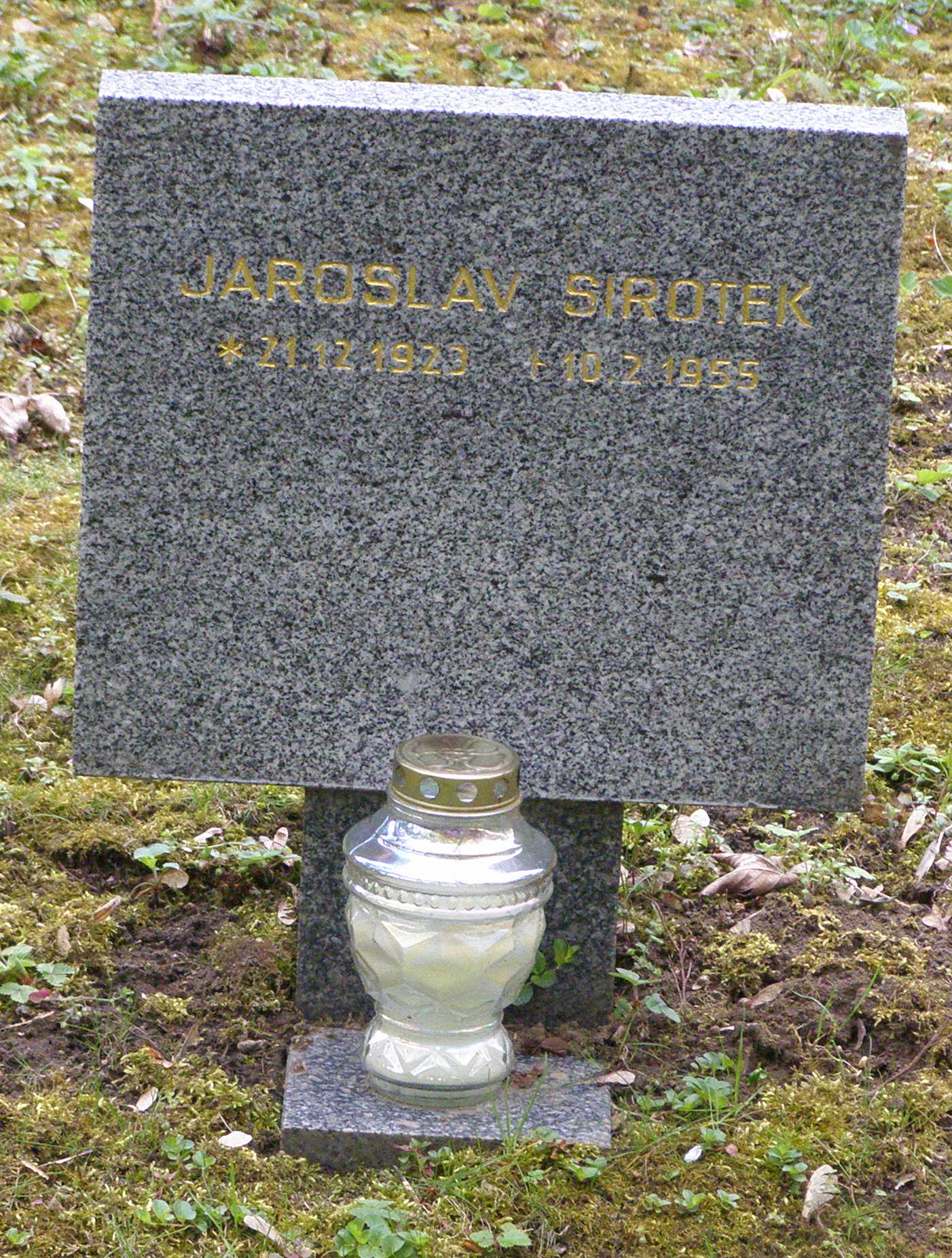
Symbolický hrob na Čestném pohřebišti popravených a umučených z padesátých let – třetí odboj v pražských Ďáblicích

Jaroslav Sirotek (21. prosince 1923 Radešice – 10. února 1955 Věznice Pankrác) byl český rolník a protikomunistický odbojář odsouzený v politickém procesu komunistickým režimem k trestu smrti a v roce 1955 popraven.

## Životopis
Narodil se v roce 1923 v Radešicích do katolické rolnické rodiny. Po absolvování obecné školy navštěvoval dva roky měšťanskou školu v Chyškách. Za druhé světové války byl nacisty uvězněn. Z vězení se mu ale podařilo uprchnout, přičemž se do konce války musel skrývat před úřady. V roce 1946 se stal členem Sociální demokracie, přičemž poté, co se strana sloučila s KSČ, členem setrval. Ještě v roce 1950 z ní ovšem byl vyloučen. Téhož roku převzal rodinné hospodářství a oženil se se svou partnerkou Otýlií. Později s ní měl dvě děti.

### Po únoru 1948
Po únorovém převratu spoluzaložil v roce 1949 odbojovou skupinu Černý lev 777 s působištěm v okolí Milevska. Spolupracoval přitom s Jiřím Řezáčem a Bohumilem Šímou. Se skupinou například šířil protirežimní letáky a ničil vedení elektrického napětí, skupina nicméně vykonávala také radikálnější činnost, když například zastrašovala místní stranické funkcionáře, na které dokonce střílela. Vrcholem činnosti skupiny pak byly dva bombové útoky. První útok z července 1949 v Sedlčanech přitom zcela zničil místní sekretariát KSČ, při druhém útoku v květnu 1950 v Milevsku dokonce zahynul příslušník SNB. Po druhém bombovém útoku skupina svou činnost utlumila, neboť se dopadení jejích členů stalo pro místní agenty StB prioritou. V květnu 1952 se Sirotek pokusil vykrást budovu MNV v Obděnicích a na jaře 1953 se podílel na napsání protikomunistických hesel na silnici mezi Milevskem a Petrovicemi.
V létě 1954 byla skupina odhalena a Sirotek byl spolu s jejími dalšími členy v červenci 1954 zatčen. V říjnu 1954 byl za trestné činy velezrady, vyzvědačství, obecné ohrožení a pokus o vraždu ve veřejném politickém procesu odsouzen k trestu smrti. Jeho odvolání bylo zamítnuto v prosinci 1954, žádosti o milost pak nevyhověl ani prezident Antonín Zápotocký. Popraven byl spolu s Šímou a Řezáčem v únoru 1955. Několik dalších osob pak bylo v procesu odsouzeno k dlouholetým trestům odnětí svobody.

Vazební (identifikační) fotografie Jaroslava Sirotka
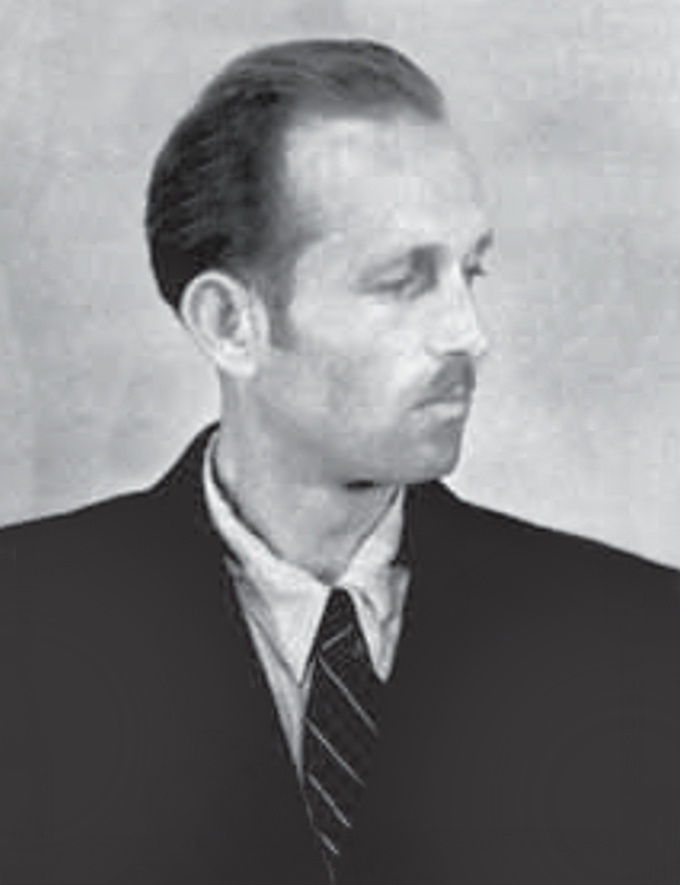
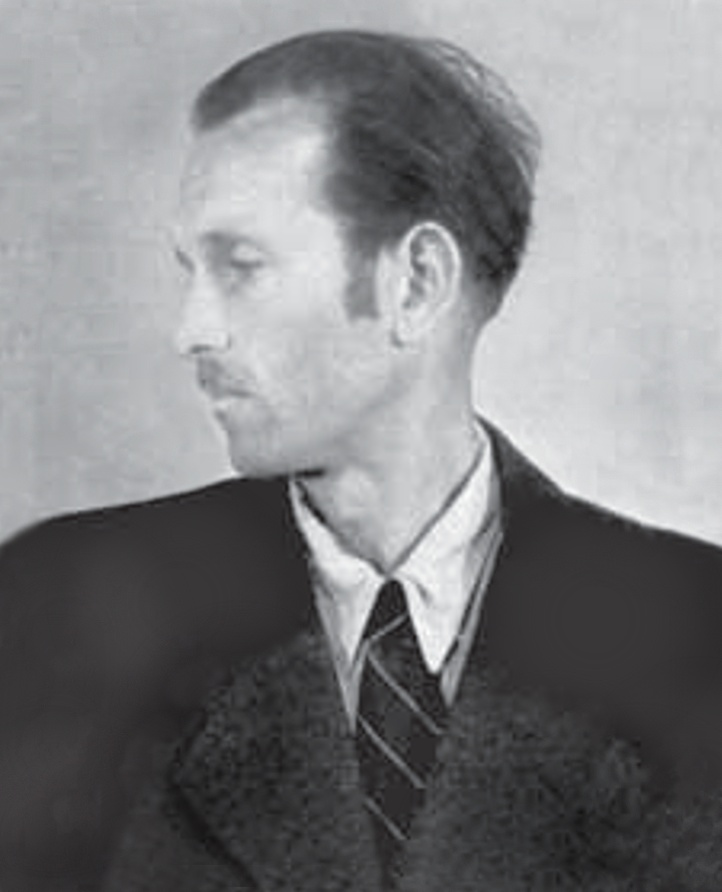

### Odkaz
V roce 1970, tedy v období normalizace, byly zamítnuty podané žádosti o rehabilitaci. Po sametové revoluci bylo v roce 1997 zastaveno trestní stíhání členů skupiny. V Milevsku a Obděnicích byly na jeho památku instalovány pamětní desky.
O působení skupiny a aktivitách Sirotky podrobně pojednává publikace Ústavu pro studium totalitních režimů z roku 2007 s titulem Osud odbojové organizace Český lev.